# 秋元永朝
秋元 永朝（あきもと つねとも）は、出羽山形藩の第2代藩主。館林藩秋元家8代。

## 生涯
元文3年（1738年）4月15日、5000石を領した大身旗本・上田義当の四男として生まれる。義当は初代藩主秋元凉朝の実兄であった。凉朝が初め養子としていた逵朝が早世したため、宝暦10年（1760年）2月に凉朝の養子となる。7月には従五位下、摂津守に叙位・任官する。明和5年（1768年）5月24日、凉朝が隠居したため家督を継いだ。
安永3年（1774年）12月、奏者番に任じられる。安永8年（1779年）9月、仕事中における失態があったため、10月まで出仕停止処分となった。安永9年（1780年）12月、但馬守に遷任する。
天明3年（1783年）、村山郡が凶作となり、それが原因で天明4年（1784年）5月に藩内で米騒動・打ちこわしが起こった。天明8年（1788年）7月、奏者番を辞任する。寛政10年（1798年）12月、従四位下に昇叙する。
文化7年（1810年）7月9日に死去した。享年73。跡を五男の久朝が継いだ。なお、永朝は将棋を愛好し、八世名人九代大橋宗桂の弟子に名を連ねた。

## 系譜
父母
- 上田義当（実父）
- 上田義行の娘（実母）
- 秋元凉朝（養父）

正室、継室
- 八重 - 井伊直幸の娘（正室）
- 美也 - 牧野貞長の娘（継室）

子女
- 秋元修朝（長男）生母は八重（正室）
- 秋元知朝（四男）
- 秋元久朝（五男）生母は美也（継室）
- 了智院 - 本多忠典正室
- 土井利行婚約者後に本多康完正室後に毛利広鎮継室